# Taeko Tomioka
Taeko Tomioka (japanisch 富岡 多恵子, Tomioka Taeko; * 28. Juli 1935 in Osaka, Präfektur Osaka; † 6. April 2023 in Itō, Präfektur Shizuoka) war eine japanische Dichterin, Schriftstellerin, Kritikerin und Drehbuchautorin.

## Leben
Tomioka Taeko studierte in Osaka Anglistik und veröffentlichte 1958 ihre erste Gedichtsammlung. Nach einer kurzen Tätigkeit als Englischlehrerin zog sie nach Tokio, wo sie für ihren zweiten Gedichtband den Murō-Saisei-Lyrikpreis erhielt. Sie hielt sich für zehn Monate in New York auf und hat verschiedene asiatische Staaten bereist.
Neben Gedichtbänden und Essaysammlungen hat sie Romane, Kurzgeschichten und Biografien publiziert und auch Theaterstücke geschrieben, die in Japan zur Aufführung kamen. Für den Regisseur Masahiro Shinoda schrieb sie sechs Drehbücher, darunter auch das für den Film Gonza, der Lanzenkämpfer.
Taeko Tomioka erhielt 1961 den Murō-Saisei-Lyrikpreis für Monogatari no akuru hi (物語の明くる日), etwa „Der Tag, an dem die Geschichte klar wurde“, 1974 den Tamura-Toshiko-Preis für den Roman Shokubutsusai, „Fest der Pflanzen“, und den Frauenliteraturpreis für Meido no kazoku, (冥土の家族), etwa „Familie des Verstorbenen“, im Jahr 1977 den Kawabata-Yasunari-Literaturpreis für die Kurzerzählung Tachikire (立切れ), 1997 den Noma-Literaturpreis für Hiberuniatō kikō (ひべるにあ島紀行), etwa „Reisebericht zur Insel Hiberunia“, sowie 2004 den Preis der Japanischen Akademie der Künste.
Tomioka Taeko war ab 1969 mit dem Künstler Kishio Suga verheiratet.
Sie starb am 6. April 2023 im Alter von 87 Jahren in Itō.

## Werke (Auswahl)
- Tomioka Taeko: Wogen. Aus dem Japanischen von Jutta Vogt. Frankfurt: Angkor Verlag 2012, ISBN 978-3-936018-82-0
- Heirat (Erzählung), in: Frauen in Japan, hg. v. Barbara Yoshida-Krafft. DTV 1995, ISBN 3-423-11039-2